# Spinariella tulungi
Spinariella tulungi är en stekelart som beskrevs av Van Achterberg 2007. Spinariella tulungi ingår i släktet Spinariella och familjen bracksteklar. Inga underarter finns listade i Catalogue of Life.